# Maroua Dhaouadi
Pour les articles homonymes, voir Dhaouadi.
Maroua Dhaouadi (arabe : مروى الذوادي), née le 22 mai 1992, est une handballeuse tunisienne. Elle mesure 1,77 m pour 68 kg.

## Palmarès
- Championne de France D2 : 2012-2013 avec Nantes Loire Atlantique Handball[1]
- Championnat d'Afrique des nations : 2014 avec l'équipe de Tunisie
- Médaille de bronze au championnat d'Afrique 2021